# Bohumil Gregor
Pour les articles homonymes, voir Gregor.
Bohumil Gregor (Prague, 14 juillet 1926 – Prague, 4 novembre 2005) est un chef d'orchestre tchèque. Chef lyrique avant tout, Gregor défend avec régularité les opéras de Leoš Janáček.

## Biographie
Il effectue des études de contrebasse au Conservatoire de Prague, mais il souhaite, en réalité, devenir chef d'orchestre et étudie la direction avec Alois Klíma. Il est très rapidement orienté auprès du grand Karel Ančerl qui, constatant ses réelles potentialités, le laisse diriger entièrement, à Prague, La Fiancée vendue de Bedřich Smetana. Il officie donc bientôt dans la capitale tchèque (1947–1949), puis à Brno (1949–1951) sous le patronage de Zdeněk Chalabala et est nommé directeur de l'opéra d'Ostrava (1958–1962),.
En 1964, débute pour lui, une carrière internationale avec le festival d’Édimbourg avec De la maison des morts et l’année suivante et quatre ans durant, il dirige l'Opéra royal de Stockholm (1966–1969) puis Hambourg (1969–1972),. Il fait ses débuts aux États-Unis en 1969 dans Jenůfa à San Francisco, puis en 1974, invité par le directeur général de la Société de l'Opéra de Washington (en), Ignace Strasfogel, il contribue à la découverte du génie dramatique et musical de Janáček par le public mélomane des États-Unis.
En 1986, il est invité par l'opéra d'Amsterdam où il produit Janáček, Strauss et Puccini. De retour à Prague, il monte en création mondiale (1999), Bubu de Montparnasse de Emil František Burian, d'après Charles-Louis Philippe.
Toutefois le répertoire de Bohumil Gregor était plus large et il aimait également diriger les œuvres de Giacomo Puccini (La Bohème).